# 北川智規 (ラグビー選手)
北川 智規（きたがわ ともき、1983年7月25日 - ）は、日本の元ラグビー選手。

## 来歴
13歳からラグビーを始めた。
2002年、東山高校卒業後、関東学院大学に進学。1年次より公式戦に出場。2年次にレギュラーとなり大学選手権優勝に貢献。
2006年、関東学院大学卒業後、三洋電機ワイルドナイツ（現・パナソニックワイルドナイツ）に入団。1年目から活躍しトップリーグでは3年連続でトライ王を獲得した。
2010年、アジア大会の7人制日本代表に選ばれ、金メダル獲得に貢献。
2014年9月にトップリーグ通算100試合出場を達成した。
2018年、現役を引退した。

## 人物
身長174cm 体重80kg。
ポジションはウィング(WTB)。
日本代表キャップは3（2015年9月現在）。
7人制日本代表・U23日本代表・日本Ａ代表への選抜経験がある。

## 受賞歴
- 2006-07トップリーグ新人賞・トップリーグベスト15・トップリーグ最多トライゲッター
- 2007-08トップリーグベスト15・トップリーグ最多トライゲッター
- 2008-09トップリーグベスト15・トップリーグ最多トライゲッター
- 2009-10トップリーグベスト15
- 2011-12トップリーグベスト15
- 2013-14トップリーグベスト15
- 2015-16トップリーグベスト15

## 日本代表
2007年に日本代表候補にも選ばれ、ワールドカップ直前に怪我で離脱した大畑大介に代わり代表に追加招集された。

## スポーツマンNo.1決定戦
2009年1月3日放送のTBS『最強の男は誰だ!壮絶筋肉バトル!!スポーツマンNo.1決定戦』に出場。BEACH FLAGS 2回戦進出、THE GALLON THROW 5m50cmで4位タイ、MONSTER BOX 18段で2位タイ。POWER FORCEでは1回戦で青木剛、2回戦でワッキーに勝利も、準決勝で秋山準に敗れた。TAIL IMPOSSIBLEは第3レース進出で5位。SHOT-GUN-TOUCH 12m00cmと、大半の種目で上位の成績を残し、最終順位はシェーン・ビクトリーノと並んで総合4位タイ入賞。MONSTER BOXでは大畑と斉藤祐也が持っていたラグビー記録（16段）を更新した。
2010年1月7日放送の「モンスターボックス公認記録会」に出場し、自己記録タイの18段をマークした。

## 出演

### テレビ
- SASUKE（TBS）- 第22・23回大会
- 最強の男は誰だ!壮絶筋肉バトル!!スポーツマンNo.1決定戦（2009年1月3日・2010年1月7日、TBS）- '09年プロ大会総合4位タイ